# Fontys Educatie
Fontys Educatie is een onderdeel van Fontys Hogeschool dat zich richt op het opleiden van leraren voor verschillende onderwijsniveaus, zoals het voortgezet onderwijs, het middelbaar beroepsonderwijs en hoger beroepsonderwijs.

## Geschiedenis

### Fusie
Vanaf september 2021 werkte Fontys aan het programma Transitie Educatieve Opleidingen. Dit programma was gericht op het verbeteren van de instroom, doorstroom en het afronden van de opleidingen door studenten. Daarnaast was Fontys van plan om de samenwerking tussen de verschillende lerarenopleidingen te versterken en een breder aanbod te creëren.
Sinds 1 januari 2025 vormden de zes educatieve opleidingen van Fontys Hogeschool samen Fontys Educatie. De zes opleidingen waaruit Fontys Educatie is gevormd zijn:
- Fontys Opleidingscentrum Speciale Onderwijszorg (Fontys OSO)
- Fontys Pedagogisch Technische Hogeschool (Fontys PTH)
- Fontys Lerarenopleiding Pedagogiek (FLP)
- Fontys Lerarenopleiding Tilburg (FLOT)
- Fontys Lerarenopleiding Sittard (FLOS)
- Fontys Hogeschool Kind en Educatie (FHKE)

### Nieuw onderwijsmodel
Vanaf september 2025 wordt een vernieuwd onderwijsmodel geïntroduceerd bij Fontys Educatie. Het doel van dit model is het verlagen van het hoge uitvalpercentage van studenten, wat bijdraagt aan de aanpak van het lerarentekort. Jaarlijks starten ongeveer 2000 studenten met een lerarenopleiding aan Fontys, maar slechts de helft behaalt uiteindelijk een diploma.
Het vernieuwde model begint met een breed oriëntatiejaar, waarin studenten de mogelijkheid krijgen om te ontdekken welke opleiding het beste bij hen past. Dit gebeurt zonder studievertraging. Na dit oriëntatiejaar stromen studenten door naar een specifieke lerarenopleiding. Het nieuwe model is ontworpen om de aantrekkelijkheid van de opleiding te vergroten en zo de instroom van nieuwe studenten te bevorderen. Met dit vernieuwde onderwijsmodel wordt geprobeerd het lerarentekort aan te pakken en beter in te spelen op maatschappelijke en technologische ontwikkelingen.

## Leeruitkomsten
Fontys Educatie hanteert drie soorten leeruitkomsten die beschrijven wat studenten moeten kennen en kunnen om een goede leraar te worden.  De universele leeruitkomsten gaan over lesontwerp, omgaan met diversiteit in de klas en communicatie met ouders. Specifieke leeruitkomsten hebben betrekking op het vakgebied waarvoor de student wordt opgeleid. Profileringsuitkomsten stellen studenten in staat zich te onderscheiden, bijvoorbeeld door zich te specialiseren in het werken met jonge kinderen of pubers, of door zich te richten op rollen zoals mentor of decaan.